# Sydney International 2024
Die Sydney International 2024 im Badminton fanden vom 16. bis zum 20. Oktober 2024 in Sydney statt. 

## Sieger und Platzierte
| Veranstaltung | Gold                               | Silber                             | Bronze                             |
| ------------- | ---------------------------------- | ---------------------------------- | ---------------------------------- |
| Herreneinzel  | Huang Ping-hsien                   | Shogo Ogawa                        | Lu Chia-hung                       |
| Herreneinzel  | Huang Ping-hsien                   | Shogo Ogawa                        | Alap Mishra                        |
| Dameneinzel   | Tung Ciou-tong                     | Huang Ching-ping                   | Jaslyn Hooi                        |
| Dameneinzel   | Tung Ciou-tong                     | Huang Ching-ping                   | Saena Kawakami                     |
| Herrendoppel  | Hiroki Midorikawa Kyohei Yamashita | Lai Po-yu Tsai Fu-cheng            | Christian Bernardo Alvin Morada    |
| Herrendoppel  | Hiroki Midorikawa Kyohei Yamashita | Lai Po-yu Tsai Fu-cheng            | Yoshifumi Fujisawa Shuntaro Mezaki |
| Damendoppel   | Hsu Yin-hui Lin Jhih-yun           | Lee Chih-chen Lin Yen-yu           | Chen Su-yu Hsieh Yi-en             |
| Damendoppel   | Hsu Yin-hui Lin Jhih-yun           | Lee Chih-chen Lin Yen-yu           | Nozomi Shimizu Gronya Somerville   |
| Mixed         | Chen Cheng-kuan Hsu Yin-hui        | Andika Ramadiansyah Nozomi Shimizu | Wesley Koh Jin Yujia               |
| Mixed         | Chen Cheng-kuan Hsu Yin-hui        | Andika Ramadiansyah Nozomi Shimizu | Po Li-wei Lin Yen-yu               |